# Nicola Bombacci

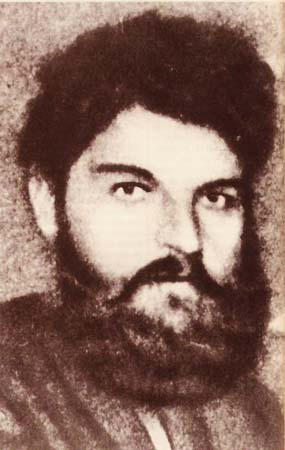
Nicola Bombacci

Nicola Bombacci (* 24. Oktober 1879 in Civitella di Romagna; † 28. April 1945 in Dongo) war ein italienischer Politiker.

## Leben

### Ausbildung und Anfänge
Nicola Bombacci wurde in Civitella di Romagna in der Provinz Forlì-Cesena geboren. Er besuchte kurzzeitig das Priesterseminar, wurde dann jedoch Grund- und Volksschullehrer. Während seiner Zeit als Lehrer lernte er Ende 1906 den späteren italienischen Ministerpräsidenten Benito Mussolini kennen, der damals ebenfalls Schullehrer war. Gegen Ende des 19. Jahrhunderts wurde Bombacci in der italienischen Gewerkschaftsbewegung aktiv und war in Crema, Piacenza und Cesena tätig. 1911 wurde als Mitglied in den Nationalrat (Consiglio Nazionale) der Confederazione Generale del Lavoro (CGdL), eine der großen italienischen Gewerkschaften, gewählt.

### Wirken als Sozialist (1914–1920)
Während des Ersten Weltkriegs begann in Modena seine Karriere als unbestrittener Führer des politischen Sozialismus auf lokaler Ebene; Mussolini nannte ihn damals „Il Kaiser di Modena“ („Der Kaiser von Modena“). Während der Balkankriege und der Russischen Revolution war er zeitweilig Sekretär der Italienischen Arbeiterkammer (Camera del Lavoro), Sekretär der Sozialistischen Föderation der Provinz Modena (Federazione socialista provinciale modenese) und Herausgeber der sozialistischen Wochenzeitung Il Domani.
Im Juli 1917 wurde Bombacci Mitglied des Vorstands (Direzione) und stellvertretender Sekretär (Vicesegretario) der Sozialistischen Partei Italiens (Partito Socialista Italiano; PSI). Gemeinsam mit dem Parteisekretär Costantino Lazzari war er an der Ausarbeitung der später berühmt gewordenen Rundschreiben, die an die verschiedenen Parteiverbände und an Giacinto Menotti Serrati, den Direktor der sozialistischen Wochenzeitung Avanti!, gesendet wurden, beteiligt; diese Rundschreiben hatten die Aufgabe, die Arbeiterbewegung vollständig für den Sozialismus zu gewinnen.
Nach der Verhaftung von Lazzari im Januar 1918 und von Serrati im Mai 1918 verblieb er praktisch als Einziger in der Parteiführung. Bombacci selbst war im Januar 1918 ebenfalls wegen „Defätismus“ verhaftet worden, war jedoch wieder auf freien Fuß gesetzt worden. Am 31. Oktober 1918 wurde er erneut verhaftet, am 20. November 1918 jedoch wieder freigelassen.
Bombacci war Befürworter einer stark anti-reformistischen Politik. Der italienische Sozialismus sollte nach seiner Auffassung „zentralistisch“ und „vertikal organisiert“ geführt werden. Die Provinzverbände der Partei und die Gruppo Parlamentare Socialista (GPS) sollten direkt der Parteiführung der PSI unterstellt sein; mit der Parteiführung sollten auch die Gewerkschaftsvereinigungen und die roten Kooperativen direkt verbunden sein.
Im Oktober 1919 gab er gemeinsam mit Serrati, Gennari und Salvadori das Parteiprogramm der „Frazione massimalista“, der Siegerfraktion beim XVI. Nationalen Kongress der Sozialistischen Partei Italiens (XVI Congresso Nazionale del Partito Socialista Italiano) vom 5.–8. Oktober 1919 in Bologna, heraus, die die bolschewistische Oktoberrevolution auf Italien übertragen wollte.
Am 11. Oktober 1919 wurde er zum Parteivorsitzenden (Parteisekretär) der Sozialistischen Partei Italiens (PSI) gewählt. Im folgenden Monat, bei den ersten allgemeinen Nachkriegswahlen in Italien am 16. November 1919, wurde er mit 32,3 Prozent der Stimmen Sieger vor dem Kandidaten der Partito Popolare Italiano (PPI) und wurde Abgeordneter des Abgeordnetenhauses des Königreichs Italien (Camera dei deputati del Regno d'Italia). Er erhielt im Wahlkreis Bologna mehr als 100.000 Stimmen und wurde eine der mächtigsten und bekanntesten Figuren des „maximalistischen Sozialismus“ im Biennio rosso.
Im Januar 1920 legte er den Entwurf für eine „Räte-Verfassung“ in Italien nach sowjetischem Vorbild vor, der zwar wenig Zustimmung und viel Kritik auslöste, jedoch immerhin dazu beitrug, eine theoretische Debatte darüber in der Parteipresse anzustoßen.
Die Nichtannahme seines Vorschlags einer Räte-Verfassung veranlasste Bombacci am 25. Februar 1920, das Amt des Parteisekretärs der PSI abzugeben und an Egidio Gennari zu übertragen. Im April 1920 war er der erste italienische Sozialist, der in Kopenhagen mit Vertretern der Bolschewiki zusammentraf. Im Sommer 1920 war er Mitglied der italienischen Delegation, die in die Sowjetunion reiste, um am Kongress der Kommunistischen Internationale teilzunehmen.
Im Herbst 1920 war er gemeinsam mit Antonio Gramsci, Amadeo Bordiga, Egidio Gennari und Antonio Graziadei Gründer der kommunistischen Fraktion (Frazione comunista) der PSI; gleichzeitig war er Direktor der Wochenzeitung Il Comunista. Beim XVII. Kongress der Sozialistischen Partei Italiens (XVII Congresso del Partito Socialista Italiano) vom 15.–21. Januar 1921 in Livorno votierte er maßgeblich für eine Abspaltung und wurde somit einer der Gründerväter der Kommunistischen Partei von Italien (Partito Comunista d'Italia), Sektion Italien der Dritten Internationale (Sezione Italiana della III Internazionale; PCd'I), wo er Mitglied des Zentralkomitees (Comitato Centrale) wurde.

### Wirken als Kommunist (1920–1927)
Bombacci war einer der Gründer und Mitglied des Zentralkomitees der Kommunistischen Partei Italiens im Jahre 1921. Bei den italienischen Parlamentswahlen im Frühjahr 1921 wurde er als Abgeordneter für den Wahlkreis Triest erneut in die Abgeordnetenkammer (XXVI Legislatur) wiedergewählt. Bombacci, der in der Partei zu keiner klaren politischen Linie fand, fühlte sich innerhalb der Gruppe des L’Ordine Nuovo um Antonio Gramsci, Palmiro Togliatti, Umberto Terracin und Angelo Tasca bald isoliert. Er schloss sich mit Francesco Misiano dem rechten Flügel der Kommunistischen Partei Italiens (PCd'I) an und befürwortete eine Annäherung mit den Maximalisten.
Im November 1923 erreichte der parteiinterne Streit auch die oberen Ränge der kommunistischen Sowjets, als das Exekutivkomitee der PCd'I ohne Rücksprache beschloss, aus der Kommunistischen Internationale auszutreten. Bombacci, jetzt Vorsitzender der Gruppo Parlamentare Comunista, wurde beschuldigt, am 30. November 1923 in einer Rede vor der Abgeordnetenkammer, einen Hinweis auf eine mögliche Vereinigung der beiden Revolutionen, der bolschewistischen und der faschistischen Revolution, gegeben zu haben. Bombacci hatte jedoch lediglich, auf Empfehlung des russischen Botschafters in Italien, Jordanskij, einen italienisch-russischen Wirtschaftsvertrag vorgeschlagen, wie er von der russischen Regierung im Kreml gewünscht worden war. Bombacci wurde schließlich, ausgehend vom Zentralkomitee der Partei, parteiintern gestürzt, von der Parteiführung entfernt und 1923 aus von der Partei ausgeschlossen.
Im Januar 1924 wurde Bombacci, nachdem er 1924 wieder in die Partei aufgenommen worden war, nach Moskau gerufen, wo er die italienische Delegation bei den Beisetzungsfeierlichkeiten anlässlich des Todes von Lenin vertrat. Grigori Jewsejewitsch Sinowjew, ein enger Weggefährte Lenins, sprach sich für eine Reintegration der PCd'I, welche in jenen Monaten durch eine Verhaftungswelle der faschistischen Regierung unter Mussolini erheblich dezimiert worden war, in die Kommunistische Internationale aus.
Nach seiner Rückkehr nach Italien begann Bombacci für die russische Botschaft in Rom zu arbeiten. Er war als Handelsattaché jetzt als Diplomat in sowjetischen Diensten tätig. 1925 gründete er die Zeitschrift L'Italo-Russa und ein Import-Exportunternehmen gleichen Namens; beide Projekte waren jedoch nur von kurzer Dauer. Seine Ablösung und Entfernung von der kommunistischen Partei wurde in der Folgezeit immer deutlicher. Im Jahre 1927 beschlossen die Parteifunktionäre im Ausland seinen endgültigen Ausschluss aus der Partei. In einer Ausgabe der L’Unità hieß es lapidar: „Nicola Bombacci è espulso dal partito comunista d'Italia per indegnità politica“.

### Wirken im italienischen Faschismus
In den „Jahren des Schweigens“ lebte Bombacci mit seiner Familie weiterhin in Rom, während die Zusammenarbeit mit der sowjetischen Botschaft nicht über 1930 hinaus gedauert zu haben scheint. Die wirtschaftlichen Bedürfnisse und der gesundheitliche Zustand des Kindes Wladimir, für den eine kostspielige Behandlung erforderlich war, brachte ihn dazu, um Hilfe von Führern des faschistischen Regimes zu ersuchen: Leandro Arpinati, Dino Grandi, Edmondo Rossoni und vor allem Benito Mussolini, mit dem er in der Giolitti-Zeit politische Beziehungen gepflegt hatte. Der „Duce“ gab Bombacci einige Geldzuschüsse für die Pflege seines Sohnes und besorgte ihm eine Arbeitsstelle am Institut für Lehrfilme des Völkerbundes in Rom.
Ab 1933 wandte sich Bombacci mehr und mehr dem Faschismus zu, so dass man von 1935 an von einer wirklichen Mitgliedschaft sprechen kann. Mussolini erlaubte ihm zu Beginn des Jahres 1936, La Verità zu gründen, ein politisches Magazin zu den Positionen des Regimes, das, abgesehen von einigen wenigen Unterbrechungen durch die Opposition der „unnachgiebigen Faschisten“ Farinacci und Starace, bis zum Juli 1943 erschien. Hierbei arbeiteten mehrere andere Ex-Sozialisten wie Alberto und Mario Malatesta, Ezio Riboldi, Arturo Labriola, Walter Mocchi sowie John Bitelli und Renato Angelo Kinn mit.
Nicola Bombacci half Mussolini gegen Ende des Zweiten Weltkriegs, die kurzlebige Italienische Sozialrepublik in Norditalien einzurichten. Nachdem Mussolinis Einfluss auf die Bevölkerung, insbesondere die Arbeiterschaft schwand, setzte er Bombacci ein, um etwa eine Verstaatlichung der Industrie zu fordern. Unter dem Einfluss von Bombacci, der auch ein Freund Lenins war, erklärte – so Karl Mittermaier in der Zeit – Mussolini, der Faschismus von Salò sei, abgesehen von der Sowjetunion, das einzige tatsächlich real existierende sozialistische System auf der Welt.

### Tod
Im April 1945 wurde er zusammen mit Mussolini, dessen Geliebter Clara Petacci und weiteren Faschisten von Partisanen der Resistenza festgenommen und kurz darauf von einem Exekutionskommando unter dem Befehl des Widerstandskämpfers Walter Audisio erschossen. Die Leichen wurden später kopfüber aufgehängt am Piazzale Loreto in Mailand öffentlich zur Schau gestellt.

## Schriften (Auswahl)
- Il mio pensiero sul bolscevismo. La Verità, Roma 1941.
- I contadini nella Russia di Stalin. Novissima, Roma 1942
- Paradiso o inferno? Vita quotidiana nell'U.R.S.S. La Verità, Roma 1942.
- I contadini nell'Italia di Mussolini. Roma 1943.
- Dove va la Russia? (Dal comunismo al panslavismo). Minerva, Padova 1944.
- Questo è il comunismo. Edizioni popolari, Venezia 1944.